# Нижнесеребряковский (Белокалитвинский район)
Нижнесеребряко́вский — хутор в Белокалитвинском районе Ростовской области. 
Входит в состав Краснодонецкого сельского поселения.

## География
Хутор Нижнесебряковский расположен в 40 километрах от Белой Калитвы, на берегах реки Быстрая.
От Калитвы до «Серебряков» (так называют жители свой хутор) — проложена хорошая асфальтированная дорога. Вокруг Серебряков очень живописная природа: степи с южной стороны и леса с северной стороны за рекой Быстрой — настоящее раздолье для рыбаков и охотников.

### Улицы
- ул. Колхозная,
- ул. Подгорная,
- ул. Садовая,
- ул. Советская,
- ул. Центральная,
- ул. Шахтерская,
- ул. Школьная.

## Население
| 1989 | 2002 | 2010 |
| ---- | ---- | ---- |
| 770  | ↘591 | ↘534 |